# Hanzei Tennō
Hanzei Tennō (反正天皇?) fue el decimoctavo emperador del Japón según el orden tradicional de sucesión.

## Datos biográficos

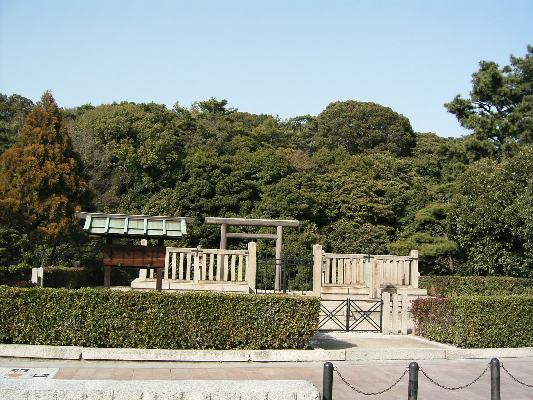
El mausoleo (misasagi) del Emperador Hanzei en Osaka.

No existen pruebas suficientes acerca de este emperador o de su reinado, pero se cree que gobernó el país a comienzos del siglo V.
Según el Kojiki, su nombre era Mizu-ha-wake antes de ascender al trono. Era hijo del Emperador Nintoku y sucedió a su hermano mayor el Emperador Richū. Nada más cuenta la vieja crónica, aparte de alabar su envergadura y belleza física.
De su matrimonio con la princesa Tsuno del clan de los Wani tuvo dos hijas:
- Princesa Kai
- Princesa Tsubuchi

De la princesa Oo-hime, hermana de su otra esposa, tuvo a:
- Princesa Takara
- Princesa Takabe

Al no tener ningún heredero varón, le sucedió en el trono su hermano el Emperador Ingyō, a pesar de encontrarse enfermo.